# Пивоваров, Михаил Евдокимович
Михаил Евдокимович Пивоваров (7 января 1919, Новый Егорлык, Ставропольская губерния — 15 мая 1949, Узбекская ССР) — участник Великой Отечественной войны, командир авиаэскадрильи 402-го истребительного авиационного полка (265-я истребительная авиационная дивизия, 16-я воздушная армия, 1-й Белорусский фронт), старший лейтенант. Герой Советского Союза (1946).

## Биография
Родился 7 января (по другим сведениям − 22 января) 1919 года в селе Новый Егорлык ныне Сальского района Ростовской области. Русский.
В 1937 году окончил 10 классов школы в посёлке зерносовхоза «Гигант» (ныне — посёлок Гигант Сальского района).
В Красной Армии с сентября 1937 года. В 1939 году окончил Чкаловское зенитно-артиллерийское училище (город Оренбург). До июня 1941 года служил командиром взвода зенитно-артиллерийского дивизиона. С началом Великой Отечественной войны поступил в Краснодарское военное авиационное училище. В 1942 году окончил Ульяновскую военную авиационную школу лётчиков, в 1943 году — курсы командиров звеньев. Член КПСС с 1944 года.
Участвовал в освобождении Донбасса, Крыма, Белоруссии и Польши, Берлинской операции. 22 июля 1944 года был легко ранен в воздушном бою. За время войны совершил 350 боевых вылетов на истребителях «Як-1», «Як-9» и «Як-3»; провёл около 80 воздушных боёв, в которых было сбито 37 самолётов противника. 26 из которых сбил лично и 11 в составе группы.
После войны продолжал службу в строевых частях ВВС (в Группе советских войск в Германии). Капитан (с 1945 года). Был командиром авиаэскадрильи, затем помощником командира истребительного авиаполка. В ноябре 1948 года окончил Липецкие высшие офицерские лётно-тактические курсы усовершенствования. Был назначен заместителем командира 150-го гвардейского истребительного авиационного полка (в Среднеазиатском военном округе).
Покончил жизнь самоубийством 15 мая 1949 года. Похоронен в городе Чирчик (Узбекистан).

## Память
- Имя Героя начертано на памятнике, который установлен на родине в селе Новый Егорлык.
- Имя М. Е. Пивоварова носят улицы на его малой родине, городе Сальске, и в городе Ростове-на-Дону.
- На здании школы № 62 села Новый Егорлык, где он учился, установлена мемориальная доска[1].

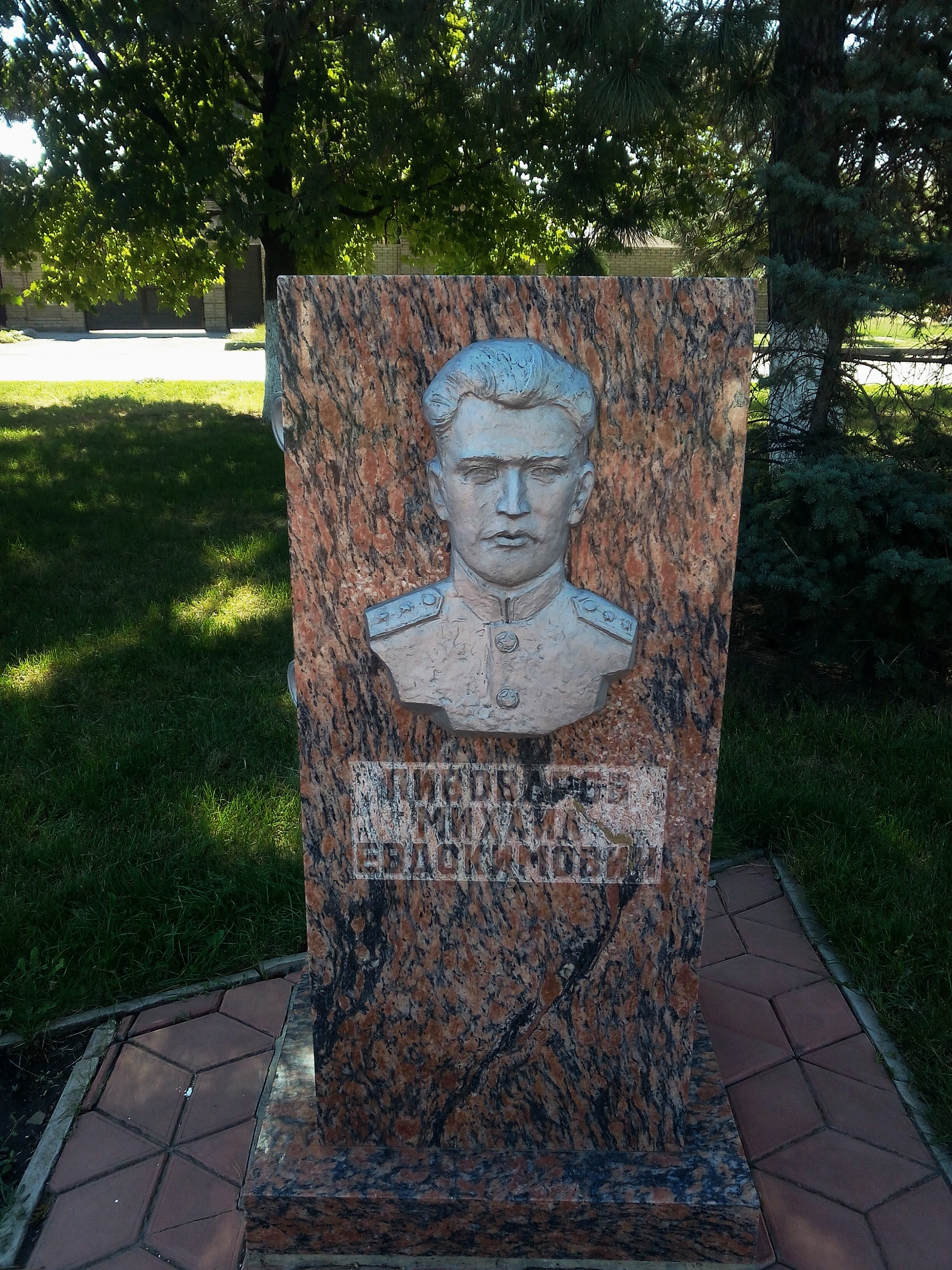
г. Сальск, памятная стела с барельефом Пивоварова М.Е.

- г. Сальск, памятная стела с барельефом Пивоварова М.Е.на Аллее Героев площади Свободы города Сальска установлена памятная стела с барельефом М.Е. Пивоварова.

## Награды
- За мужество и героизм, проявленные в боях с немецко-фашистскими захватчиками, указом Президиума Верховного Совета СССР от 15 мая 1946 года капитану Пивоварову Михаилу Евдокимовичу присвоено звание Героя Советского Союза с вручением ордена Ленина и медали «Золотая Звезда» (№ 7010).
- Награждён тремя орденами Красного Знамени (апрель 1944, август 1944, 1945), орденами Александра Невского (1945), Красной Звезды (1944), медалями.